# 欧卢斯特河
欧卢斯特河（法語：Aulouste，法語發音：[olust]）是法国奥克西塔尼大区热尔省的河流，是熱爾河的左支流，长20.6千米。